# Aeropuerto de Dole-Jura
El Aeropuerto de Dole-Jura (en francés: Aéroport de Dole-Jura) ((IATA: DLE, OACI: LFGJ)), también conocidoo como Aeropuerto de Dole-Besançon-Dijon (Aéroport de Dole-Besançon-Dijon), es un aeropuerto que sirve a Dole, una comuna en el departamento de Jura en la Región de Borgoña-Franco Condado en el oeste de Francia. El aeropuerto está localizado 7 km al suroeste de Dole, y al sureste de Tavaux. Fue anteriormente conocido como Aeropuerto de Dole-Tavaux. El aeropuerto es usado para aviación general, y para vuelos de aerolíneas comerciales.

## Historia
Durante Segunda Guerra mundial el aeropuerto estuvo utilizado por el Luftwaffe durante la ocupación de Francia. Fue atacado por la Fuerza de Aire de Ejército de Estados Unidos en varias ocasiones en la primavera de 1944. Después de que el aeródromo fuera liberado por las fuerzas Aliadas a principios de septiembre de 1944, el Ejército del Aire de los Estados Unidos reparó el aeródromo y lo preparó para uso operacional por unidades de combate. El campo estuvo listo el 15 de septiembre. Era conocido como Aeródromo de Dole/Tavaux o Campo de Aterrizaje Avanzado Y-7. 
Con el fin de la guerra en Europa en mayo de 1945 los americanos empezaron a retirar sus aeronaves y su personal. El control del aeropuerto regresó a las autoridades civiles francesas el 17 de julio de 1945.
Ver fuente y consulta Wikidata.

## Instalaciones
El aeropuerto está a 197 metros por encima de nivel de mar. Tiene una pista de asfalto con dirección 05/23, la cuál mide 2.230 por 45 metros. También tiene una pista paralela con una superficie de hierba que mide 800 por 50 metros.
La pequeña terminal cuenta con una cafetería.

## Aerolíneas y Destinos

### Destinos nacionales
| Ciudad  | Nombre del aeropuerto | Aerolíneas               | Aeronaves | Frecuencias semanales |         |
| Francia | Francia               | Francia                  | Francia   | Francia               | Francia |
| ------- | --------------------- | ------------------------ | --------- | --------------------- | ------- |
| Bastia  | Aeropuerto de Bastia  | Air Corsica (Estacional) |           |                       |         |

### Destinos internacionales
| Ciudades por países | Nombre del aeropuerto   | Aerolíneas | Aeronaves | Frecuencias semanales |        |
| África              | África                  | África     | África    | África                | África |
| ------------------- | ----------------------- | ---------- | --------- | --------------------- | ------ |
| Marruecos           |                         |            |           |                       |        |
| Fez                 | Aeropuerto de Fez       | Ryanair    | B737      |                       |        |
| Marrakech           | Aeropuerto de Marrakech | Ryanair    | B737      |                       |        |
| Europa              |                         |            |           |                       |        |
| Portugal            |                         |            |           |                       |        |
| Oporto              | Aeropuerto de Oporto    | Ryanair    | B737      |                       |        |